# محمد جهام الكواري
محمد جهام الكوّاري (مواليد 20 مايو 1958)، هو دبلوماسي وسياسي قطري، يشغل حاليا منصب سفير دولة قطر ببرلين.

## المؤهلات العلمية
حصل على البكالوريوس في العلوم السياسية من جامعة بورتلاند ستيت بولاية أوريغون الأمريكية عام 1980، وعلى دبلوم الدراسات العليا في العلاقات الدولية من جامعة كومبلوتنسه بمدريد عام 1990.

### اللغات
اللغة العربية، الإنجليزية والفرنسية والإسبانية

## الخبرة العملية
عمل ســعادة محمد جهام الكواري ســفيرا لدولة قطـر في مدريد وسفير غير مقيم بأندورا في الفترة من 2017-2019م، وقبلها عمل كسفير للدولة في واشنطن في الفترة من 2013 - 2016م وسفيرا للدولة في فرنسا وسفير غير مقيم في سويسرا والفاتيكان وموناكو والبرتغال وبلجيكا وإسبانيا ولوكسمبورغ، التحق السفير الكواري بالعمل في وزارة الخارجية عام 1981 كسكرتير ثالث حيث عمل في سفارة دولة قطر في واشنطن في الفترة 1981–1986م، وفي مدريد خلال الفترة 1986–1990م، شغل بعدها منصب رئيس قسم المعلومات بإدارة مجلس التعاون بوزارة الخارجية في الفترة 1990 -1991م، ثم انتقل للعمل بالسفارة القطرية في طهران في الفترة 1991–1992م، وقد تولي السفير الكواري منصب نائب مدير مكتب وزير الخارجية خلال الفترة 1993- 1995م، ومدير إدارة الشــؤون الأوروبية والامريكــية في الفترة من 1995 إلى 1997م ثم عين مديرا لمكتب وزير الخارجية في الفترة 1997-2001م. وعين مرة أخرى كمدير لإدارة الشؤون الأوروبية والأمريكية في الفترة من 2001–2002م، كما كان عضوا في لجنة التنقلات الدبلوماسية من 1997-2001م، وسفيرا متجولا خلال الفترة 2002–2003م، ومتحدث باسم الدستور عام 2003م. وفي عام 2010م منح السفير الكواري درجة وزير.

### الأوسمة
```
حصل السفير الكواري على العديد من الأوسمة خلال فترة عمله كدبلوماسي من بينها:
```

- وسام جوقة الشرف في فرنسا عام 1998
- ميدالية التعاون الودي من جمهورية البوسنة والهرسك عام 1998م.
- وسام الصليب الأعظم وهو أعلى درجات أوسمة الاستحقاق من الفاتيكان عام 2006
- في عام 2007 منحه الرئيس الفرنسي وسام جوقة الشرف الوطني برتبة ضابط
- وسام الاستحقاق من البرتغال عام 2012.
- عام 2013م منحه الرئيس الفرنسي وسام جوقة الشرف الوطني برتبة قائد وهو أسمى تكريم في فرنسا.[1]

## من مؤلفاته
- كتاب: «سياسة دولة قطر» باللغة الاسبانية.

## وصلات خارجية
- موقع السفارة القطرية في برلين.